# Straßenkatzen
Straßenkatzen sind verwilderte oder verlassene Hauskatzen die ganzjährig im Freien leben, oft in städtischen Gebieten. Sie überleben allein oder mit Hilfe von Menschen, die sie füttern. Sie werden nicht als Haustiere gehalten und können frei durch die Straßen streifen. Durch die weitestgehend unkontrollierte Vermehrung wächst die Population der Streunerkatzen.

## Merkmale

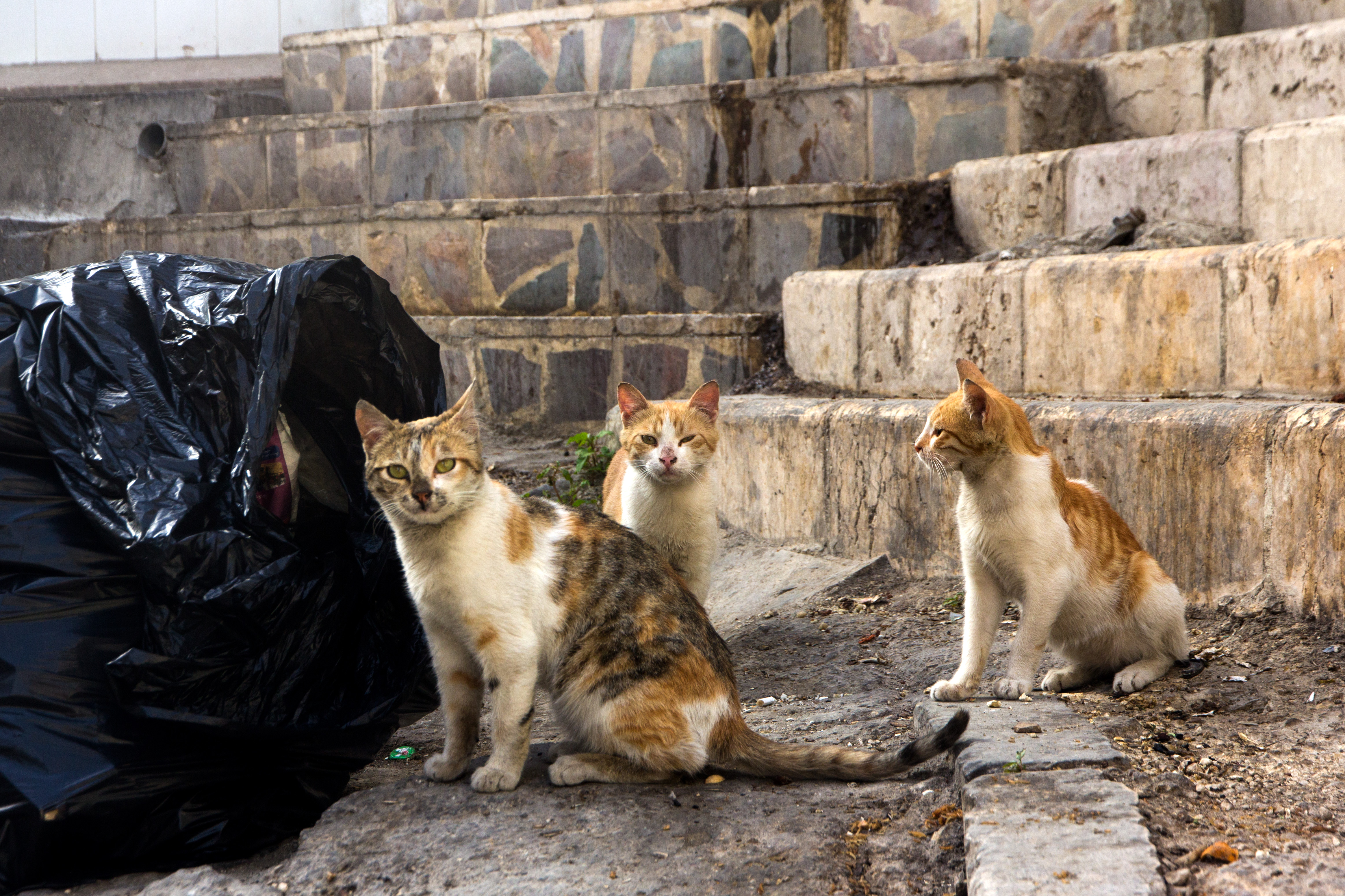
Ungepflegte Straßenkatzen in Amman, Jordanien

Straßenkatzen sind oft mangelernährt und leiden oft unter Krankheiten wie beispielsweise Bissverletzungen, Katzenschnupfen oder Parasiten. Sie wirken oft ungepflegt. Straßenkatzen zeigen auch Verhaltensweisen, die sich von Hauskatzen unterscheiden, wie z. B. Scheu und Vorsicht gegenüber menschlichem Kontakt. In der Regel lassen sich Straßenkatzen nicht anfassen. Straßenkatzen fehlen die bei Haustieren üblichen Identifikationsmerkmale wie beispielsweise ein Halsband oder ein Mikrochip.

## Vorkommen
Straßenkatzen haben sich an das Leben in einer Vielzahl von Umgebungen angepasst. Analog zum Vorkommen von Hauskatzen sind sie in vielen Ländern der Welt anzutreffen. Sie leben sowohl in städtischen als auch in ländlichen Gebieten. Vor allem in südlichen und osteuropäischen Ländern begegnet man Straßenkatzen aufgrund der hohen Populationsdichte regelmäßig. Die genaue Anzahl an Straßenkatzen ist kaum ermittelbar: Sie werden von der Regierung nicht offiziell gezählt oder verfolgt und ihre Populationen können je nach Standort und örtlichen Bedingungen stark variieren.

### In Deutschland
Auch wenn diese meist weniger sichtbar sind, gibt es auch in Deutschland Straßenkatzen. Schätzungen gehen davon aus, dass hierzulande ca. 2 Millionen verwilderte Hauskatzen leben. In Hamburg soll es beispielsweise 10.000 verwilderte Katzen geben. Man trifft Straßenkatzen hierzulande in Hinterhöfen, an Krankenhäusern, auf Industriegeländen oder Friedhöfen. Im ländlichen Raum findet man nicht selten große Gruppen verwilderter Hauskatzen auf Bauern- und Reiterhöfen.

### Im europäischen Ausland
In vielen Ländern Europas gehören Straßentiere zum Alltag. Da diese in vielen Ländern keinen besonders hohen Stellenwert genießen, werden Straßentiere in sogenannten Tötungsstationen euthanasiert, um der ständig wachsenden Population vermeintlich Herr werden zu können. Diese Praxis ist nicht wie fälschlicherweise oft angenommen nur in Osteuropa gängig, sondern wird auch in Ländern wie Spanien, Irland oder Frankreich praktiziert.

## Ursache
Da es sich bei Straßenkatzen um die Nachkommen von domestizierten Hauskatzen handelt, ist der Mensch für das Leid von Straßenkatzen verantwortlich. Von ihren Besitzern ausgesetzte Tiere vermehren sich weiter. Unkastrierte Hauskater mit Freigang tragen maßgeblich zur Vermehrung der Straßenkatzen bei, indem sie sich mit verwilderten Katzen verpaaren. Trotz vieler Kastrationsaktionen werden hierzuladen jährlich tausende Katzenkinder auf der Straße geboren. Kommen diese Kätzchen nicht binnen weniger Monate in menschliche Obhut, lernen sie von ihrer wilden Katzenmutter, sich vom Menschen fernzuhalten und können kaum mehr vermittelt werden, sodass auch ihnen dann ein Leben auf der Straße bevorsteht.

## Problematik

### Unkontrollierte Vermehrung

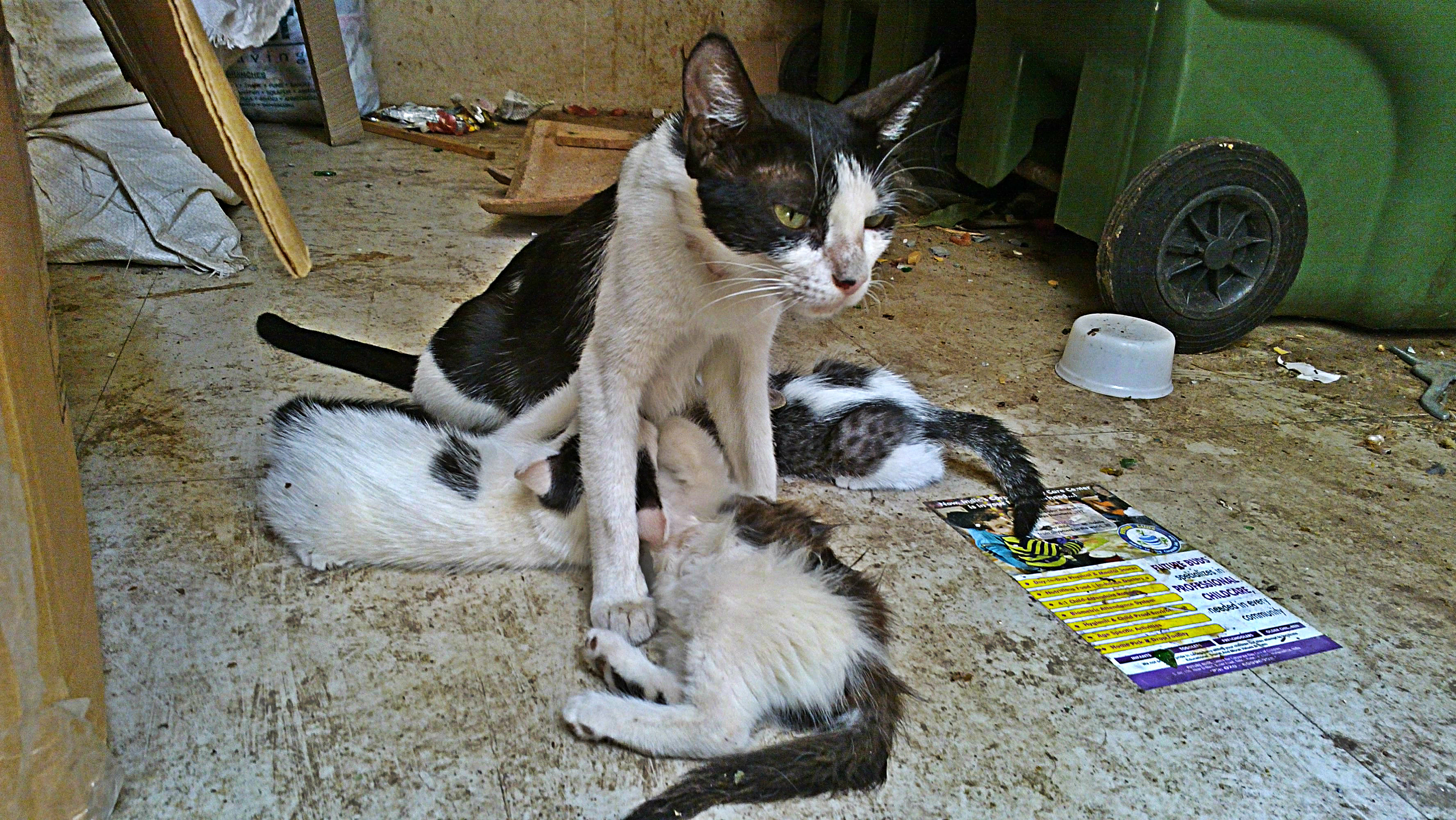
Straßenkatzen vermehren sich trotz der widrigen Bedingungen unkontrolliert, wenn sie nicht kastriert werden.

Nicht kastrierte Straßenkatzen vermehren sich unkontrolliert. Trotz der schlechten Lebensbedingungen kann jede unkastrierte Streunerkatze zwei- bis dreimal im Jahr jeweils bis zu sieben Junge bekommen. Sie verpaaren sich nicht nur untereinander, sondern auch mit unkastrierten Hauskatzen, was in einem erheblichen Maß zum Wachstum der Straßenkatzenbestände beiträgt. In einigen Ländern gehören Straßentiere aufgrund der großen Anzahl an Tieren zum Alltagsbild und werden nicht selten als Plage angesehen.

### Tierleid
Das Leben auf der Straße bedeutet für die betroffenen Tiere sehr viel Leid. Ständiger Hunger, Krankheiten und zahlreiche Gefahren wie z. B. der Straßenverkehr prägen ihren harten Alltag. Wenn Tierschutzvereine Straßenkatzen zum ersten Mal vorn einem Tierarzt untersuchen lassen, sind sie in 99 % der Fälle krank. Straßenkatzen einzufangen und zur Weitervermittlung in Tierheime aufzunehmen, ist meist keine Option - vor allem nicht für erwachsene Katzen. Junge Katzen haben meist nur eine kurze Zeitspanne von einigen Wochen, um sich an den Umgang mit Menschen zu gewöhnen. Während der 2. bis 7. Lebenswoche – der sogenannten Sozialisierungsphase – lassen sich Katzen auf ein Zusammenleben mit dem Menschen ein. In den folgenden Wochen ist eine Gewöhnung an den Menschen auch noch bis zu einem gewissen Grad möglich, häufig aber erschwert. Daher entlassen seriöse Tierschutzvereine wilde Straßenkatzen nach ihrer Kastration wieder in ihr angestammtes Gebiet und betreuen sie an Futterstellen.
Weil man in einigen europäischen Ländern versucht, der wachsenden Streunerproblematik durch Euthanasie der Tiere Herr zu werden, entsteht weiteres Tierleid. Mitunter werden Prämien für eingefangene Streuner ausgesetzt, die dann unter tierschutzwidrigen Umständen in Tötungsstationen auf ihre Euthanasie warten. Auch von Ländern ohne Tötungsstationen (z. B. Italien) ist bekannt, dass Streuner dort eingefangen und unter zum Teil katastrophalen Umständen in Einrichtungen verwahrt werden.

### Überlastete Tierheime
Die hohen Populationszahlen stellen Tierschutzvereine vor eine große Herausforderung. Für 78 Prozent ist die Situation mittlerweile zu einem großen Problem geworden. Vor allem im Mai, wenn viele Straßenkatzen ihre Jungen zur Welt bringen, sprechen Tierschützer von sogenannten „Katzenschwemmen“. Der Begriff wird gebraucht, wenn besonders viele hilfebedürftige Straßentiere zu versorgen sind. Deren viele Nachkommen müssen dann gezähmt und bis zur Vermittlung adäquat untergebracht werden. Begünstigt u. a. durch wärmeres Klima, können Straßenkatzen mittlerweile ganzjährig Junge bekommen - für viele Tierheime bedeutet das Arbeiten am Limit. 81 Prozent der Tierheime mussten in den letzten 12 Monaten mehr Katzen aufnehmen.

### Bedrohung der Vogelwelt
Nach Auffassung von Vogelschutzvereinen wie dem NABU können Straßenkatzen für heimische Vögel zur Gefahr werden, weil sie Jagd auf diese machen. Gerade in der Jungvogel-Zeit von Mitte Mai bis Mitte Juli sei dies ein Problem, da Jungvögel besonders leicht zum Opfer von Katzen werden.

## Lösungsansätze in Deutschland

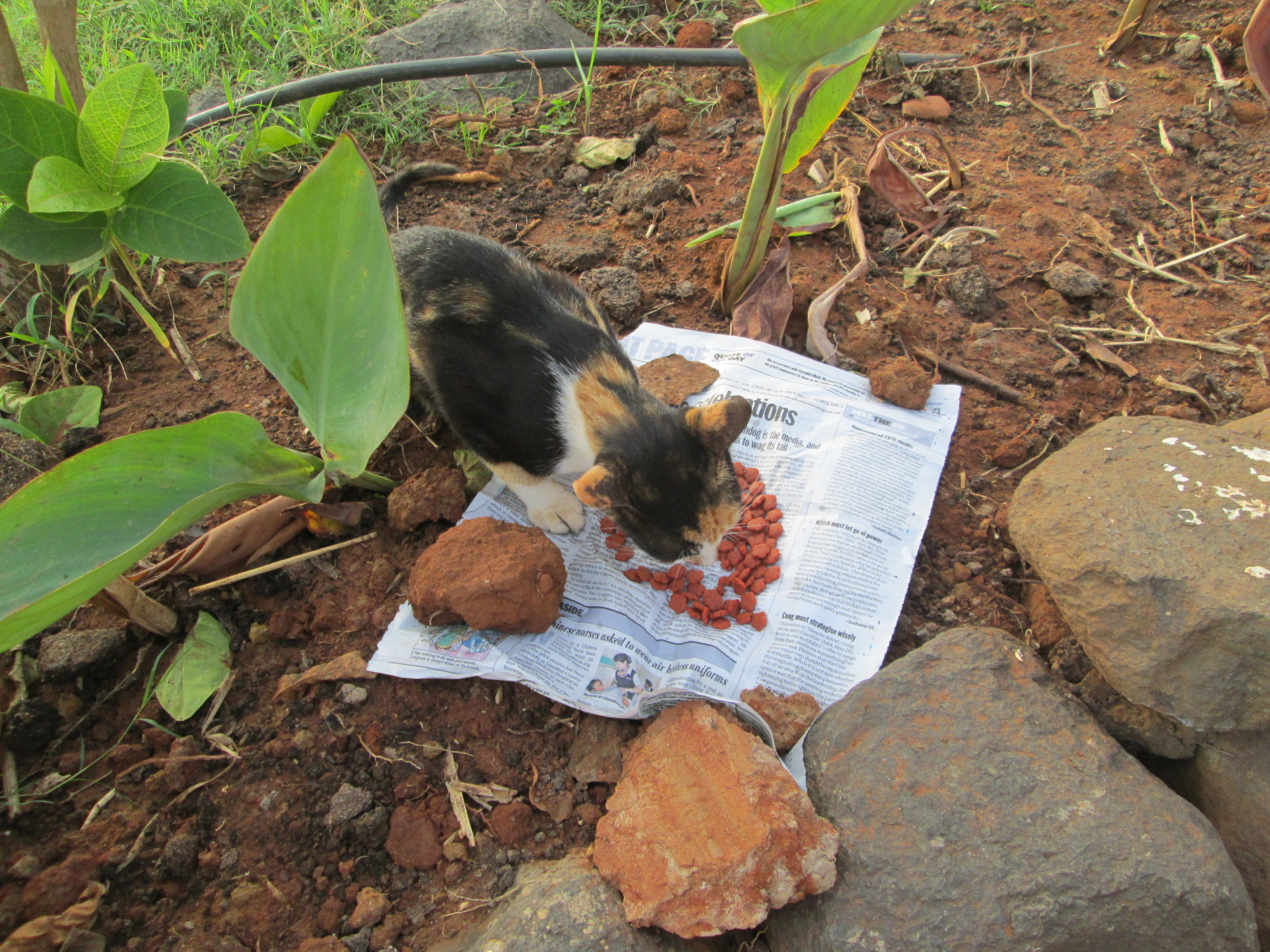
Eine Straßenkatze wird gefüttert.

### Kastrationsprojekte und betreute Futterstellen
Als effektivster und in Deutschland am weitesten verbreiteter Lösungsansatz gilt das Prinzip der Kastration mit anschließender Freilassung der Straßenkatzen, idealerweise an betreuten Futterstellen. Zudem wird das Leid der Straßenkatzen gelindert, da die Tiere während der Fütterungen beobachtet und bei Bedarf medizinisch behandelt werden können. In einigen Fällen werden den Tieren auch Schlafhäuschen angeboten, um sie vor der Witterung zu schützen.
Das bundesweit größte Straßenkatzen-Hilfsprojekt ist das „Projekt Kitty“ des aktion tier e.V.: Der Tierschutzverein kastriert seit 2002 auf eigene Kosten jährlich bis zu 5000 Straßenkatzen, die eingefangen und nach medizinischer Behandlung wieder an ihren durch die Organisation betreuten Futterstellen freigelassen werden.
In einigen Bundesländern werden Kastrationen auch öffentlich finanziert, meist in Zusammenarbeit mit Tierärzten und lokalen Tierschutzvereinen.

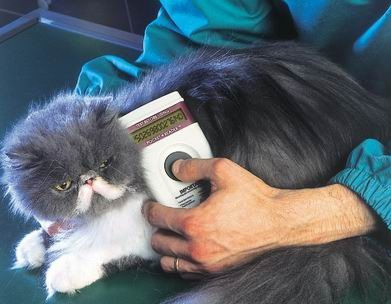
Der Mikrochip einer gekennzeichneten Hauskatze wird ausgelesen. So kann man das Tier dem zur Kastration verpflichteten Halter zuordnen.

### Behördliche Kastrations- und Kennzeichnungspflicht

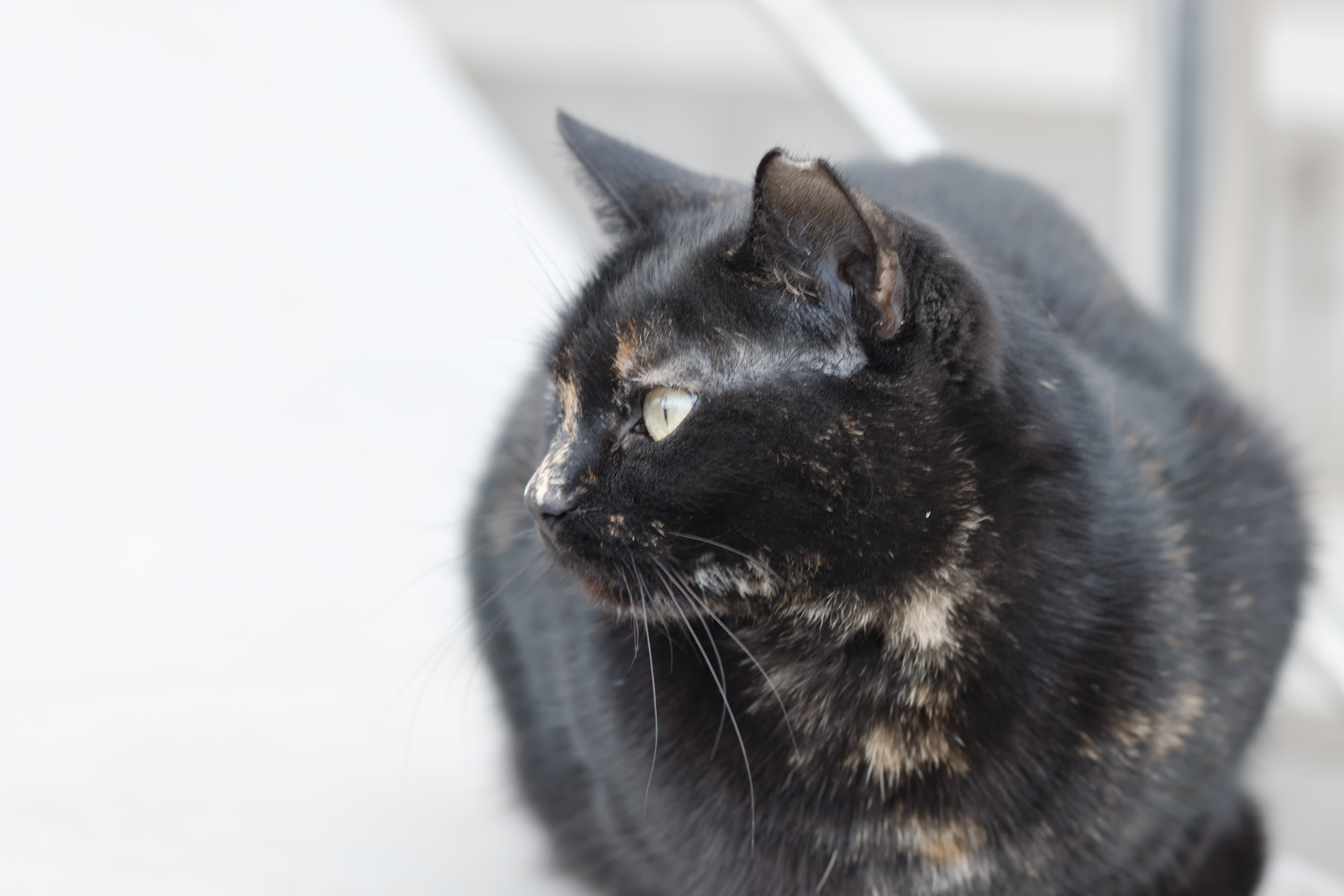
Kastrierte freilebende Katze mit Ohrspitzenmarkierung

Einhergehend mit Kastrationsaktionen ist eine behördliche Kastrations- und Kennzeichnungspflicht für Hauskatzen mit Freigang zielführend, damit unkastrierte Hauskatzen nicht für noch mehr Straßenkatzen-Nachwuchs sorgen. Die erste Verordnung dieser Art wurde in Zusammenarbeit mit aktion tier e.V. im Jahr 2008 in der Stadt Paderborn in Westfalen erlassen. Eine solche durch die Stadt oder den Landkreis erlassene Verordnung verpflichtet Katzenbesitzer dazu, ihre Freigängerkatzen zu kastrieren und kennzeichnen zu lassen, beispielsweise mittels Mikrochip. Mittlerweile haben über 1500 Städte und Gemeinden in Deutschland eine solche Kastrations- und Kennzeichnungspflicht erlassen (Stand Dezember 2024). Tierschützer fordern weiterhin eine bundesweite Kastrations- und Kennzeichnungspflicht, wie sie beispielsweise in Österreich erlassen wurde. Mit der Kampagne „Jedes Katzenleben zählt“ macht der Deutsche Tierschutzbund auf das Leid der Straßenkatzen aufmerksam und fordert von der Bundesregierung, eine bundesweite Kastrationspflicht für Freigängerkatzen in das neue Tierschutzgesetz aufzunehmen. Ein Gutachten der Deutschen Juristischen Gesellschaft für Tierschutzrecht hat die rechtliche Umsetzbarkeit bestätigt.

### Straßenkatzen-Babystation
Um den Nachkommen von Straßenkatzen ein Leben auf der Straße zu ersparen, gibt es im brandenburgischen Glindow eine Straßenkatzen-Babystation. Die Katzenstation wird vom Verein aktion tier - menschen für tiere e.V. betrieben. In der tierheimähnlichen Einrichtung können Straßenkatzen-Mütter in geschützter Umgebung ihre Jungen zur Welt bringen. Anschließend werden die Katzenmütter kastriert und wieder freigelassen. Ziel des Konzeptes ist es, Kitten an das Zusammenleben mit dem Menschen zu gewöhnen und ihnen damit ein Leben als Hauskatze zu ermöglichen.

## Rechtliche Situation
Die Zuständigkeit der Städte und Gemeinden für herrenlose Straßenkatzen ist bedauerlicherweise nach wie vor strittig, da sich die Städte und Gemeinden aus Kostengründen häufig weigern, ihre Verantwortlichkeit anzuerkennen. Sie berufen sich dabei häufig auf die Argumentation, dass es sich bei Straßenkatzen nicht um Fundtiere (also Tieren, die entlaufen sind und einen Besitzer haben) handelt, für welche die Gemeinden zuständig sind. Es gibt aber auch Positivbeispiele. Der Ennepe-Ruhr-Kreis erließ im Oktober 2016 nicht nur eine Kastrations- und Kennzeichnungspflicht für Hauskatzen, sondern trägt zukünftig auch Kosten, die für Streunerkatzen bzw. deren Kastration entstehen.